# Rhyncophoromyia nubilifurca
Rhyncophoromyia nubilifurca är en tvåvingeart som beskrevs av Borgmeier 1969. Rhyncophoromyia nubilifurca ingår i släktet Rhyncophoromyia och familjen puckelflugor.
Artens utbredningsområde är Costa Rica. Inga underarter finns listade i Catalogue of Life.